# NWA Hall of Fame
La NWA Hall of Fame è un'istituzione del wrestling professionistico che comprende tutti quei lottatori che sono ricordati come i migliori della storia della National Wrestling Alliance. Venne istituita nel 2005. Gli ammessi ricevono una medaglia commemorativa con inciso il loro nome e il logo dell'NWA.

## Membri
| #  | Anno | Nome                                   | Categoria                         | Note |
| -- | ---- | -------------------------------------- | --------------------------------- | --- |
| 1  | 2005 | Lou Thesz (Aloysius Thesz)             | Lottatore                         | Ammissione postuma: Vinse NWA World Heavyweight Championship (3), NWA International Heavyweight Championship (All-Japan Version) (1), NWA Southern Junior Heavyweight Championship (1) |
| 2  | 2005 | Harley Race                            | Lottatore                         | Vinse NWA World Heavyweight Championship (8), NWA Central States Heavyweight Championship (9) e NWA Missouri Heavyweight Championship (7) |
| 3  | 2005 | Sam Muchnick                           | Promoter                          | Ammissione postuma: Fondatore dell'NWA e presidente dal 1950 al 1960 e dal 1963 al 1975. |
| 4  | 2005 | Jim Barnett (James Barnett)            | Promoter                          | Ammissione postuma: Proprietario della Georgia Championship Wrestling. |
| 5  | 2005 | Gordon Solie (Francis Labiak)          | Commentatore                      | Ammissione postuma: Commentatore per la Championship Wrestling from Florida e la World Championship Wrestling. |
| 6  | 2005 | Jim Cornette (James Cornette)          | Manager                           | Manager di svariati wrestler negli anni ottanta e novanta. |
| 7  | 2006 | Lance Russell                          | Commentatore                      | Commentatore per Continental Wrestling Association e Memphis Championship Wrestling. |
| 8  | 2006 | Dory Funk Jr. (Dorrance Funk Jr.)      | Lottatore                         | Detenne il titolo NWA World Heavyweight Championship per più di quattro anni, secondo regno più lungo di sempre. |
| 9  | 2006 | Saul Weingeroff (Solomon Weingeroff)   | Manager                           | Ammissione postuma: Manager di svariati wrestler NWA durante gli anni sessanta e settanta. |
| 10 | 2006 | Eddie Graham (Edward Gossett)          | Lottatore                         | Ammissione postuma: Vinse circa 20 titoli NWA, Promoter per la Championship Wrestling from Florida. |
| 11 | 2006 | Leilani Kai (Patty Seymour)            | Lottatrice                        | Vinse il NWA World Women's Championship (1) |
| 14 | 2008 | Tommy Rich (Thomas Richardson)         | Lottatore                         | Vinse NWA World Heavyweight Championship (1), NWA Georgia Tag Team Championship (6) |
| 15 | 2008 | The Iron Sheik (Hossein Vaziri)        | Lottatore                         | Vinse NWA Mid-Atlantic Heavyweight Championship (1) e NWA World Television Championship (1) |
| 16 | 2008 | Dennis Condrey                         | Lottatore                         | Vinse NWA Southeastern Tag Team Championship (15) e NWA Mid-Atlantic World Tag Team Championship (1). |
| 17 | 2008 | Bobby Eaton (Robert Eaton)             | Lottatore                         | Vinse l'NWA Mid-Atlantic World Tag Team Championship. |
| 18 | 2008 | Jean Corsica                           | Lottatore                         | Vinse l'NWA World Tag Team Championship (Mid-America version), NWA Southern Tag Team Championship (Mid-America version) (6) |
| 19 | 2008 | Joe Corsica                            | Lottatore                         | Vinse l'NWA World Tag Team Championship (Mid-America version), NWA Southern Tag Team Championship (Mid-America version) (6) |
| 20 | 2008 | Nikita Koloff (Nelson Simpson)         | Lottatore                         | Vinse NWA National Heavyweight Championship (1) e NWA United States Heavyweight Championship (1), NWA World Six-Man Tag Team Championship (Mid-Atlantic), NWA World Tag Team Championship (Mid-Atlantic Version), NWA World Television Championship |
| 21 | 2008 | Ric Flair (Richard Fliehr)             | Lottatore                         | Vinse NWA World Heavyweight Championship (10), NWA Mid-Atlantic Heavyweight Championship (4), NWA World Tag Team Championship (Mid-Atlantic Version) (3), NWA United States Heavyweight Championship (Mid-Atlantic/Georgia/WCW Version) (5), NWA Mid-Atlantic Tag Team Championship, NWA Mid-Atlantic Television Championship. |
| 22 | 2009 | Paul Orndorff (Paul Orndorff Jr.)      | Lottatore                         | Vinse NWA World Tag Team Championship e NWA National Heavyweight Championship (3). |
| 23 | 2009 | Dennis Coralluzzo                      | Promoter                          | Ammissione postuma: Promoter in New Jersey e presidente NWA con Howard Brody e Steve Rickard dal 1993 al 1995. |
| 24 | 2009 | Jerry Jarrett                          | Promoter                          | Operò in Mid-Southern Wrestling, Continental Wrestling Association, United States Wrestling Association, World Class Championship Wrestling e Total Nonstop Action Wrestling. Vinse NWA World Tag Team Championship (Mid-America version) e NWA Southern Tag Team Championship (Mid-America version). |
| 25 | 2009 | Mil Máscaras (Aaron Rodríguez)         | Lottatore                         | Vinse NWA Americas Heavyweight Championship (5), NWA Americas Tag Team Championship, NWA Texas Tag Team Championship (2), NWA American Tag Team Championship. Leggenda della Lucha Libre. |
| 26 | 2009 | Gene Kiniski (Eugene Kiniski)          | Lottatore                         | Vinse NWA World Heavyweight Championship (1), e numerosi altri titoli NWA a livello regionale. |
| 27 | 2009 | Tully Blanchard                        | Lottatore                         | Vinse NWA Mid-Atlantic World Tag Team Championship, NWA World Television Championship (2), NWA United States Heavyweight Championship (Mid-Atlantic/Georgia/WCW Version), NWA National Heavyweight Championship. Membro della leggendaria stable The Four Horsemen. |
| 28 | 2009 | Terry Funk (Terrence Funk)             | Lottatore                         | Vinse NWA World Heavyweight Championship. Leggenda Hardcore wrestling. |
| 29 | 2010 | Ed Chuman                              | Promoter                          | Promoter nella NWA Midwest. |
| 30 | 2010 | Buddy Rogers (Herman Gustav Rohde Jr.) | Lottatore                         | Ammissione postuma: Vinse l'NWA World Heavyweight Championship. |
| 31 | 2010 | Danny Hodge (Daniel Hodge)             | Lottatore                         | Vinse NWA World Junior Heavyweight Championship (8). |
| 32 | 2010 | Dan Severn (Daniel Severn)             | Lottatore                         | Vinse NWA World Heavyweight Championship (2). |
| 33 | 2010 | Shinya Hashimoto                       | Lottatore                         | Vinse NWA World Heavyweight Championship, NWA Intercontinental Tag Team Championship. |
| 34 | 2010 | Jack Brisco (Freddie Brisco)           | Lottatore                         | Vinse NWA World Heavyweight Championship (2) e NWA Mid-Atlantic World Tag Team Championship (3 volte con il fratello Jerry). |
| 35 | 2010 | Nick Gulas                             | Promoter                          | Promoter della NWA Mid-American in Tennessee. |
| 36 | 2010 | The Shiek (Edward Farhat)              | Lottatore                         | Promoter nella zona di Detroit, vinse 10 titoli NWA. Leggenda Hardcore wrestling. |
| 37 | 2010 | Gene Anderson (Eugene Avon Anderson)   | Lottatore                         | Vinse NWA Mid-Atlantic World Tag Team Championship (8 volte con Ole Anderson), NWA World Tag Team Championship (Georgia version). |
| 38 | 2010 | Lars Anderson (Larry Heiniemi)         | Lottatore                         | Vinse più di 20 titoli NWA. |
| 39 | 2010 | Ole Anderson (Alan Rogowski)           | Lottatore                         | Vinse NWA Mid-Atlantic World Tag Team Championship (9), NWA National Tag Team Championship (2). |
| 40 | 2011 | Pat O'Connor (Patrick O'Connor)        | Lottatore                         | Ammissione postuma: vinse NWA World Heavyweight Championship (1). |
| 41 | 2011 | Dusty Rhodes (Virgil Runnels Jr.)      | Lottatore                         | Vinse NWA World Heavyweight Championship (3), NWA World Television Championship (3), NWA United States Heavyweight Championship (Mid-Atlantic/Georgia/WCW Version) |
| 42 | 2011 | Angelo Savoldi (Mario Fornini Sr.)     | Lottatore, promoter               | Vinse NWA World Junior Heavyweight Championship (5). |
| 43 | 2011 | Rikidōzan (Mitsuhiro Momota)           | Lottatore                         | Ammissione postuma. Vinse 10 titoli NWA. Leggenda del Puroresu |
| 44 | 2011 | Sue Green (Susan Green)                | Lottatrice                        | [ 23 ] |
| 45 | 2011 | Freddie Blassie (Frederick Blassie)    | Lottatore                         | Ammissione postuma: Vinse NWA World Tag Team Championship (Georgia version), NWA World Tag Team Championship (Florida version). |
| 46 | 2011 | Wahoo McDaniel (Edward McDaniel)       | Lottatore                         | Ammissione postuma. Vinse NWA Mid-Atlantic World Tag Team Championship (4), NWA World Tag Team Championship (Florida version) (2). |
| 47 | 2011 | Johnny Valentine (John Wisniski)       | Lottatore                         | Ammissione postuma. Vinse più di 30 titoli NWA. |
| 48 | 2011 | Aileen Eaton                           | Promoter                          | Ammissione postuma. |
| 49 | 2011 | Bill Apter                             | Giornalista sportivo              | Giornalista di Pro Wrestling Illustrated |
| 50 | 2012 | Paul Boesch                            | Promoter                          | Ammissione postuma. Promoter della NWA a Houston, Texas. |
| 51 | 2012 | John Tolos                             | Lottatore                         | Ammissione postuma. Vinse circa 30 titoli NWA. |
| 52 | 2012 | Ricky Steamboat (Richard Blood)        | Lottatore                         | Vinse NWA World Heavyweight Championship, NWA World Tag Team Championship (Mid-Atlantic Version), NWA World Television Championship (2), NWA United States Heavyweight Championship (Mid-Atlantic/Georgia/WCW Version) (3). |
| 53 | 2012 | Mr. Wrestling II (John Walker)         | Lottatore                         | Vinse NWA World Tag Team Championship (Mid-America version), NWA World Tag Team Championship (Mid-Atlantic Version). |
| 54 | 2012 | The Fabulous Moolah (Mary Ellison)     | Lottatrice                        | Ammissione postuma: Vinse NWA World Women's Championship (5) e NWA Women's World Tag Team Championship (2). |
| 55 | 2012 | Judy Grable (Nellya Baughman)          | Lottatrice                        | Ammissione postuma. |
| 56 | 2012 | Misty Blue Simmes (Diane Syms)         | Lottatrice                        | |
| 57 | 2012 | Little Beaver (Lionel Giroux)          | Lottatore                         | Ammissione postuma. Midget wrestler. |
| 58 | 2012 | Theodore Long                          | Arbitro, manager                  | |
| 59 | 2012 | Sputnik Monroe (Rosco Merrick)         | Lottatore, NWA Humanitarian Award | Vinse NWA World Junior Heavyweight Championship, NWA World Tag Team Championship (Mid-America version). |
| 60 | 2013 | Dory Funk (Dorrance Funk)              | Lottatore                         | Ammissione postuma: Vinse NWA World Junior Heavyweight Championship e vari altri titoli NWA regionali. |
| 61 | 2013 | Salvador Lutteroth (Salvador González) | Promoter                          | Ammissione postuma. Membro dell'NWA dal 1952 al 1986. |
| 62 | 2013 | Ray Stevens (Carl Stevens)             | Lottatore                         | Vinse NWA World Tag Team Championships (6), AWA World Tag Team Championship (4), NWA United States Heavyweight Championship (San Francisco version), e vari titoli regionali NWA. |
| 63 | 2013 | Jackie Fargo (Henry Faggart)           | Lottatore                         | Ammissione postuma. Vinse NWA Southern Tag Team Championship (Mid-America version) (22), varie versioni dell'NWA World Tag Team Title e NWA World Six-Man Tag Team Championship. |
| 64 | 2013 | Ernie Ladd (Ernest Ladd)               | Lottatore                         | Ammissione postuma. Vinse vari titoli regionali NWA. |
| 65 | 2013 | Bobo Brazil (Houston Harris)           | Lottatore                         | Ammissione postuma. Vinse vari titoli regionali NWA. Ebbe un leggendario feud con The Original Sheik per la versione di Detroit dell'NWA United States Heavyweight Title. |
| 66 | 2014 | Paul "Pinkie" George                   | Lottatore                         | Ammissione postuma. Fondatore dell'NWA. Fu il primo presidente NWA. |
| 67 | 2014 | Giant Baba (Shohei Baba)               | Lottatore, promoter               | Ammissione postuma. Fondatore della All-Japan Pro Wrestling, affiliata alla NWA fino al 1989. Vinse NWA World Heavyweight Championship (3), NWA World Tag Team Championship (Detroit version), NWA International Heavyweight Championship (All-Japan Version) (3), NWA International Tag Team Championship (All-Japan Version) (12), PWF Heavyweight Championship (4). Leggenda del Puroresu.                                     |
| 68 | 2014 | Kevin Sullivan                         | Lottatore                         | Vinse l'NWA United States Tag Team Championship (Mid-Atlantic Version), l'NWA United States Tag Team Championship (Georgia Version), NWA United States Tag Team Championship (Gulf Coast Version), NWA United States Junior Heavyweight Championship (Southeast Version), NWA Central States Tag Team Championship, NWA World Tag Team Championship (Mid-America version)                                                         |
| 69 | 2014 | Ox Baker (Douglas A. Baker)            | Lottatore                         | Vinse NWA World Tag Team Championship (Los Angeles version), NWA Austra-Asian Tag Team Championship (2), NWA North American Heavyweight Championship (Calgary Version), NWA United States Heavyweight Championship (Detroit version), NWA American Heavyweight Championship (2), NWA Mid-Atlantic Tag Team Championship, NWA Florida Tag Team Championship, NWA Georgia Tag Team Championship, NWA Texas Heavyweight Championship |
| 70 | 2014 | James J. Dillon                        | Lottatore, manager                | Manager della leggendaria stable The Four Horsemen. |
| 71 | 2014 | "Cowboy" Bob Kelly                     | Lottatore                         | |
| 72 | 2015 | "Scrap Iron" Adam Pearce               | Lottatore                         | Vinse NWA World Heavyweight Championship (5), NWA British Commonwealth Heavyweight Championship, NWA Heritage Championship (2). |
| 73 | 2015 | Leroy McGuirk                          | Lottatore, promotore              | Ammissione postuma. |
| 74 | 2015 | Mike Sircy                             | Promoter                          | Promoter della NWA Top Rope (Tennessee). |
| 75 | 2016 | Nick Bockwinkel (Nicholas Bockwinkel)  | Lottatore                         | Ammissione postuma. AWA World Heavyweight Championship (4), AWA World Tag Team Championship (3). |
| 76 | 2016 | Boris Malenko (Lawrence Simon)         | Lottatore                         | Ammissione postuma. AWA World Tag Team Championship, NWA American Heavyweight Championship |
| 77 | 2016 | Len Rossi (Len Rositano)               | Lottatore                         | Vinse l'NWA World Tag Team Championship (Mid-America version) (14). |
| 78 | 2016 | Gary Hart (Gary Williams)              | Manager e promoter                | Ammissione postuma. NWA American Tag Team Championship (3). |
| 79 | 2016 | Jim Ross (James Ross)                  | Commentatore                      | |
| 80 | 2017 | José Lothario (Guadalupe Robledo)      | Lottatore                         | |
| 81 | 2017 | Everett Marshall                       | Lottatore                         | |

### Tag team, stable e famiglie
| Anno | Tag Team | Note |
| ---- | --- | --- |
| 2006 | The Rock 'n' Roll Express                                                                                        | Vinsero NWA Mid-Atlantic World Tag Team Championship (4) e NWA World Tag Team Championship (4). |
| 2006 | Ricky Morton Robert Gibson                                                                                       | |
| 2008 | The Midnight Express                                                                                             | Vinsero NWA World Tag Team Championship (Mid-Atlantic), NWA American Tag Team Championship |
| 2008 | Dennis Condrey Bobby Eaton (Robert Eaton)                                                                        | |
| 2008 | The Corsicans | Vinsero NWA World Tag Team Championship (Mid-America version) (5), NWA World Tag Team Championship (Texas version) |
| 2008 | Corsica Joe (Francois Miquet) - Ammissione postuma Corsica Jean (Jean Louis Roy) - Ammissione postuma            | |
| 2010 | The Minnesota Wrecking Crew                                                                                      | Vinsero NWA World Tag Team Championship (Georgia version) (2), NWA World Tag Team Championship (Mid-Atlantic version) (7). |
| 2010 | Gene Anderson (Eugene Anderson) - Ammissione postuma Lars Anderson (Larry Heiniemi) Ole Anderson (Alan Rogowski) | |
| 2011 | The LeBells | Promoter della NWA Hollywood Wrestling (1968-1983) |
| 2011 | Aileen LeBell Eaton - Ammissione postuma Mike LeBell - Ammissione postuma Gene LeBell                            | |
| 2012 | The Road Warriors                                                                                                | Vinsero NWA National Tag Team Championship, AWA World Tag Team Championship, NWA International Championship (All-Japan), NWA World Tag Team Championship (Mid-Atlantic Version) (4), NWA World Six-Man Tag Team Championship (3 - 2 con Dusty Rhodes, e 1 con Genichiro Tenryu), WWF World Tag Team Championship (2) |
| 2012 | Road Warrior Hawk (Michael Hegstrand) - Ammissione postuma Road Warrior Animal (Joseph Laurinaitis)              | |
| 2013 | The Fabulous Kangaroos                                                                                           | Vinsero NWA Florida Global Tag Team Championship, NWA International Tag Team Championship (All-Japan Version), NWA United States Tag Team Championship (Northeast version) (3), NWA Canadian Tag Team Championship (Vancouver version) (4)                                                                           |
| 2013 | Al Costello (Giacomo Costa) - Ammissione postuma Roy Heffernan - Ammissione postuma                              | |
| 2015 | The Wright Brothers                                                                                              | Vinsero NWA World Tag Team Championship (Mid-America version), NWA Tennessee Tag Team Championship (10) |
| 2015 | Ron Wright (Luther Wright) - Ammissione postuma Don Wright                                                       | |